# كنيسة القديس يوحنا الإنجيلي (غروشيفسكايا)
كنيسة القديس يوحنا الإنجيلي (بالروسية: Церковь Иоанна Богослова)، هي كنيسة روسية أرثوذكسية تقع في غروشيفسكايا، ستانيتسا، منطقة أوست-دونيتسكي، روستوف أوبلاست، روسيا. بدأ تأسيسها سنة 1887، واكتمل سنة 1901.
تعتبر معلمة من معالم التراث الثقافي الروسي.

## تاريخ
بنيت الكنيسة في عام 1901 من قبل المهندس المعماري كوليكوف في موقع دار الصلاة المؤقتة السابقة، التي أنشئت في عام 1877 بعد حريق كبير في كنيسة القديسة بربارة. تم نقل بيت الصلاة إلى زاوية أخرى من القرية في عام 1886.
نجت الكنيسة من الحرب الأهلية الروسية والحرب العالمية الثانية، لكنها أغلقت في عام 1957 خلال حملة أخرى معادية للدين من نيكيتا خروتشوف. تم افتتاح منزل ريفي للثقافة في مبنى الكنيسة، لكن لم يكن لديه ما يكفي من الزوار، ثم استخدم بعد ذلك المبنى مخزنا للحبوب.
على الرغم من أن الكنيسة في الوقت الراهن مهدمة، فإنه لم يتم التخلي عنها. فمنذ التسعينيات، حاول السكان المحليون إعادة بناء المبنى، إلا أن العمل على ترميمه يجري ببطء لأكثر من عقد من الزمان ولم يتم الانتهاء منه حتى يومنا هذا.
كل سنة من يوم يوحنا الإنجيلي (9 أكتوبر)، تقام خدمة الصلاة في الكنيسة، والتي يحضرها حوالي 100 شخص.